# Банак
Бана́к или Банк (перс. بنك‎) — небольшой город на юге Ирана, в провинции Бушир. Входит в состав шахрестана  Кенган. На 2006 год население составляло 8 753 человека.

## География
Город находится в южной части Бушира, на равнине Гермсир, между побережьем Персидского залива и хребтами юго-западного Загроса, на высоте 29 метров над уровнем моря.
Банак расположен на расстоянии приблизительно 165 километров к юго-востоку от Бушира, административного центра провинции и на расстоянии 860 километров к югу от Тегерана, столицы страны.